# Steinernes Haus (Marburg)

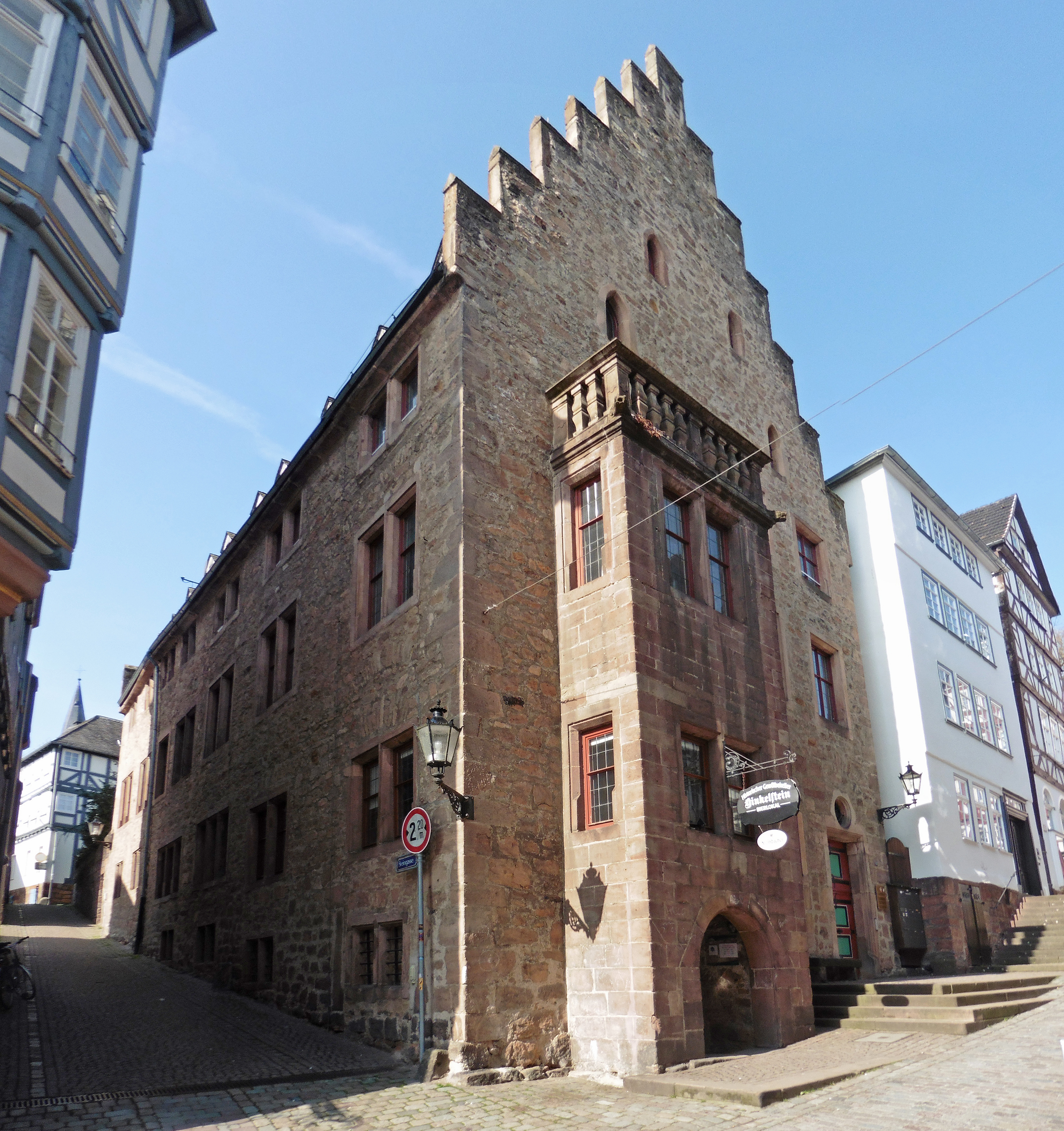
Steinernes Haus in Marburg am Markt 18

Das Steinerne Haus in Marburg überstand den verheerenden Großbrand von 1319, dem beinahe die ganze Stadt zum Opfer gefallen wäre. Das Gebäude wurde aus Sandstein im gotischen Stil errichtet, wobei der Treppengiebel und der mittelalterliche Toilettenerker typisch dafür sind. 
Die massive Steinbauweise war zu jener Zeit in Marburg außergewöhnlich, da bis ins 19. Jahrhundert in der Marburger Altstadt die Wohnhäuser in der Fachwerkbauweise errichtet wurden. Das Steinerne Haus wurde von der Mitte des 14. bis ins 19. Jahrhundert von bedeutenden Patrizier- und Bürgerfamilien, landgräflichen Beamten und Professoren bewohnt. 
Viele Jahre hatte das Marburger Standesamt hier seine Räumlichkeiten, bevor es ins Stadtbüro in der Frauenbergstraße umzog. Geblieben ist das Trauzimmer, in dem sich bis heute Brautpaare das Jawort geben.